# 羅漢寺 (甲斐市)
羅漢寺（らかんじ）は、山梨県甲斐市千田にある寺院。現在は曹洞宗寺院で、山号は天台山、本尊は阿弥陀如来。

## 沿革
現在の羅漢寺は山梨県を代表する景勝地の一つ昇仙峡にあり、荒川右岸、標高1058メートルの羅漢寺山南東山麓に位置する。かつては「北山筋の高野山」と呼ばれた真言宗寺院で、旧地は現在地からさらに北西に位置し、荒川支流の羅漢寺沢沿いの斜面上にあった。
甲斐国では平安時代に天台・真言密教の影響で山岳信仰が成立し、甲信国境の金峰山は富士信仰と並ぶ御獄信仰の山となり、羅漢寺はその拠点となる修験道場であった。『甲斐国社記・寺記』によれば創建年代は不明だが、開祖は天台座主有金、開山は俊屋桂彦であるという。『甲斐国志』では創建は戦国時代の大永年間（1521年 - 1527年）で、中山広厳院（笛吹市一宮町金沢）4世住職の俊屋圭彦が中興して末寺とし、曹洞宗に改めたとしている。
諸堂は慶安4年(1651年）3月の火災で焼失して廃寺（羅漢寺廃寺）となり現在地に移転したと考えられているが、『国志』によれば小堂が建てられて活動が続けられていたという。昭和60年（1985年）には寺域の発掘調査が実施され、本堂や庫裏の遺構が確認され、陶磁器や金属製品などの遺物も出土している。

## 文化財
県指定文化財
- 木造阿弥陀如来坐像 - 昭和59年（1984年）11月8日指定
- 木造五百羅漢像 - 昭和59年（1984年）11月8日指定

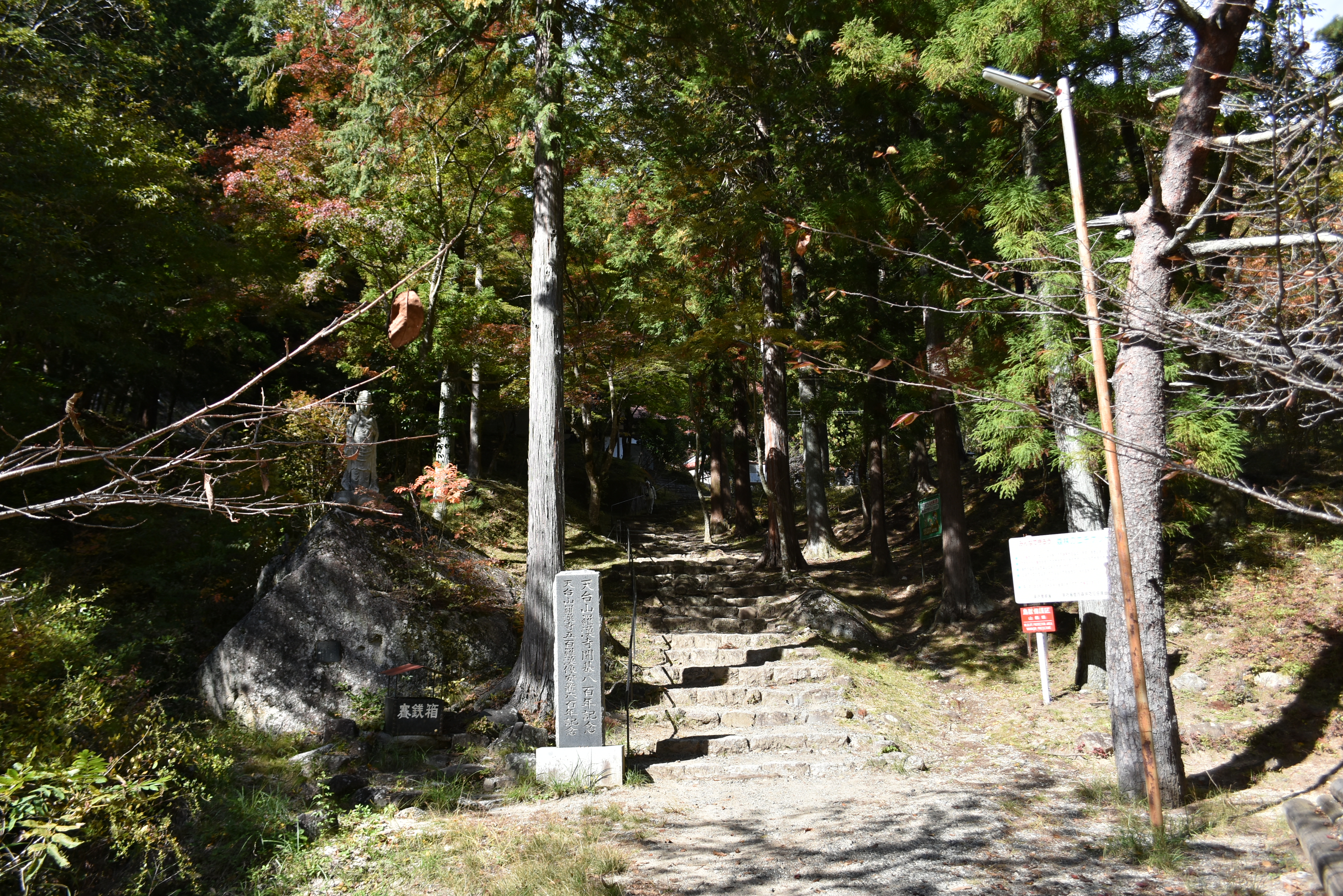
参道入口（2018年10月31日撮影）
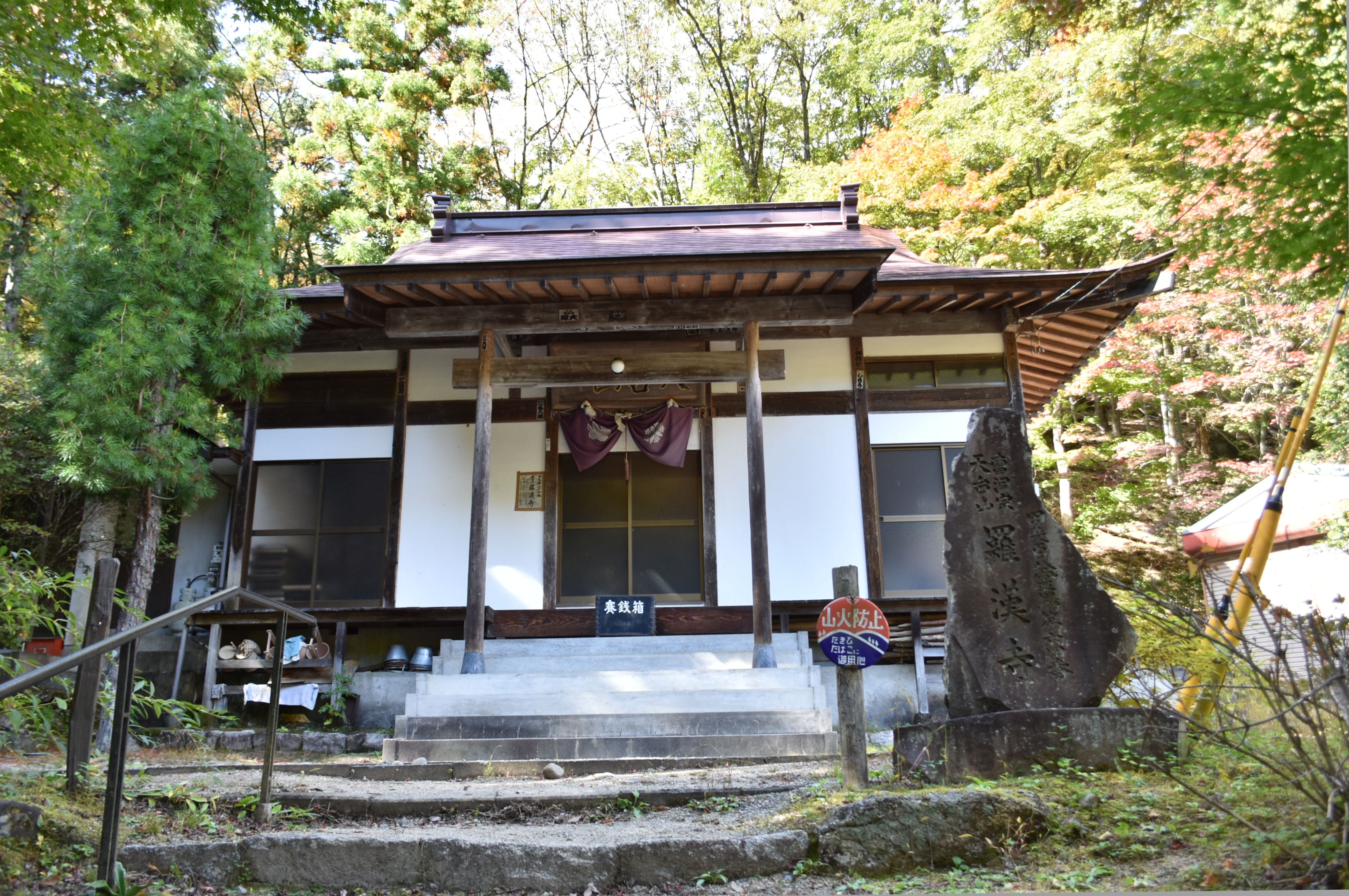
本堂（2018年10月31日撮影）
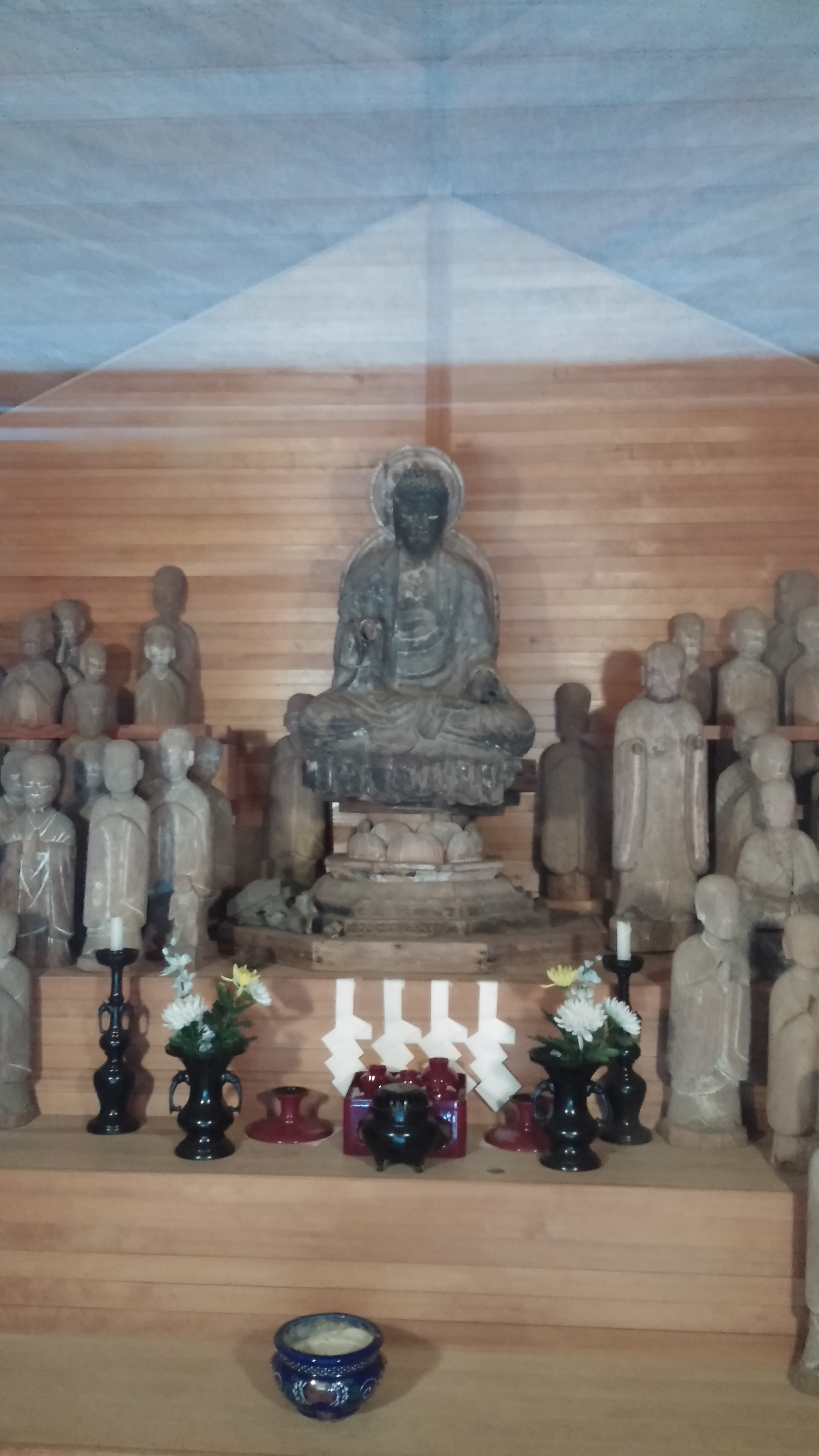
羅漢寺の木造阿弥陀如来坐像と木造五百羅漢像